# Palazzo Bentivoglio (Ferrare)

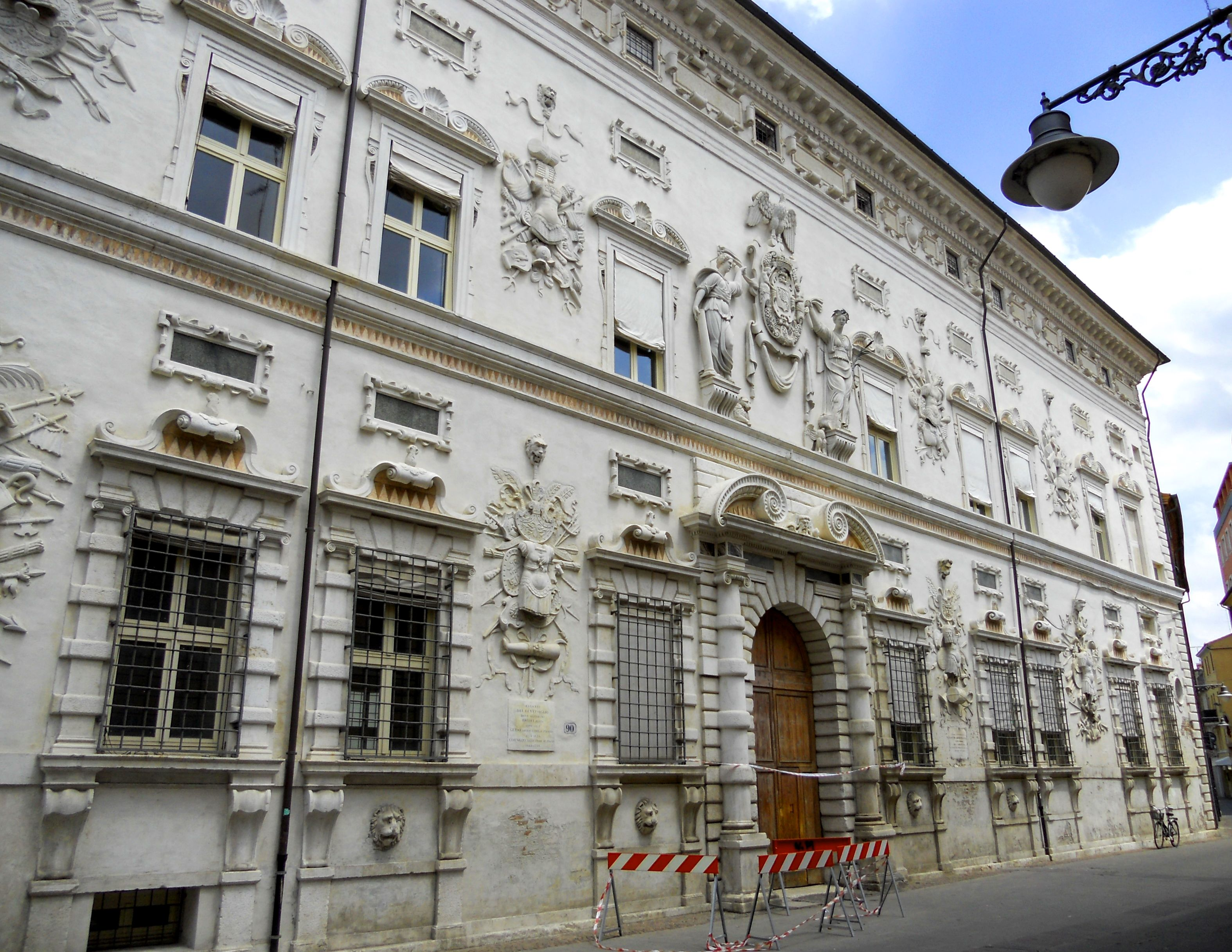
Palazzo Bentivoglio de Ferrare.

Le Palazzo Bentivoglio est un palais de la Renaissance tardive situé dans la commune italienne de Ferrare en Émilie-Romagne. 
Ancienne demeure seigneuriale, il abrite, depuis le XXe siècle, des bureaux et des appartements.    

## Localisation
Le palais est situé via Garibaldi, une rue du centre ville qui commence Piazza Municipale et se termine Corso Isonzo. 

## Histoire
Édifié en 1449 sur la commande du duc Borso d'Este qui en fait don à son conseiller Pellegrino Pasini, il devient ensuite la demeure du prince Alberto d'Este et des comtes Roverella. Devenu propriété de la famille Bentivoglio de Bologne, il est restructuré en 1585 à la demande du marquis Cornelio Bentivoglio selon le projet des architectes Pirro Ligorio et Giovan Battista Aleotti. Comme l'attestent les plaques apposées sur la façade, le poète Ercole Bentivoglio et les cardinaux Guido et Cornelio ont résidé dans le palais où a également séjourné le général Napoléon Bonaparte en 1796. 
Propriété de la famille Bentivoglio jusqu'au XIXe siècle, le palais devient le siège du Tribunal de Ferrare après la Seconde Guerre mondiale. Après une minutieuse restauration il est transformé en bureaux et appartements d'habitation. 

## Architecture

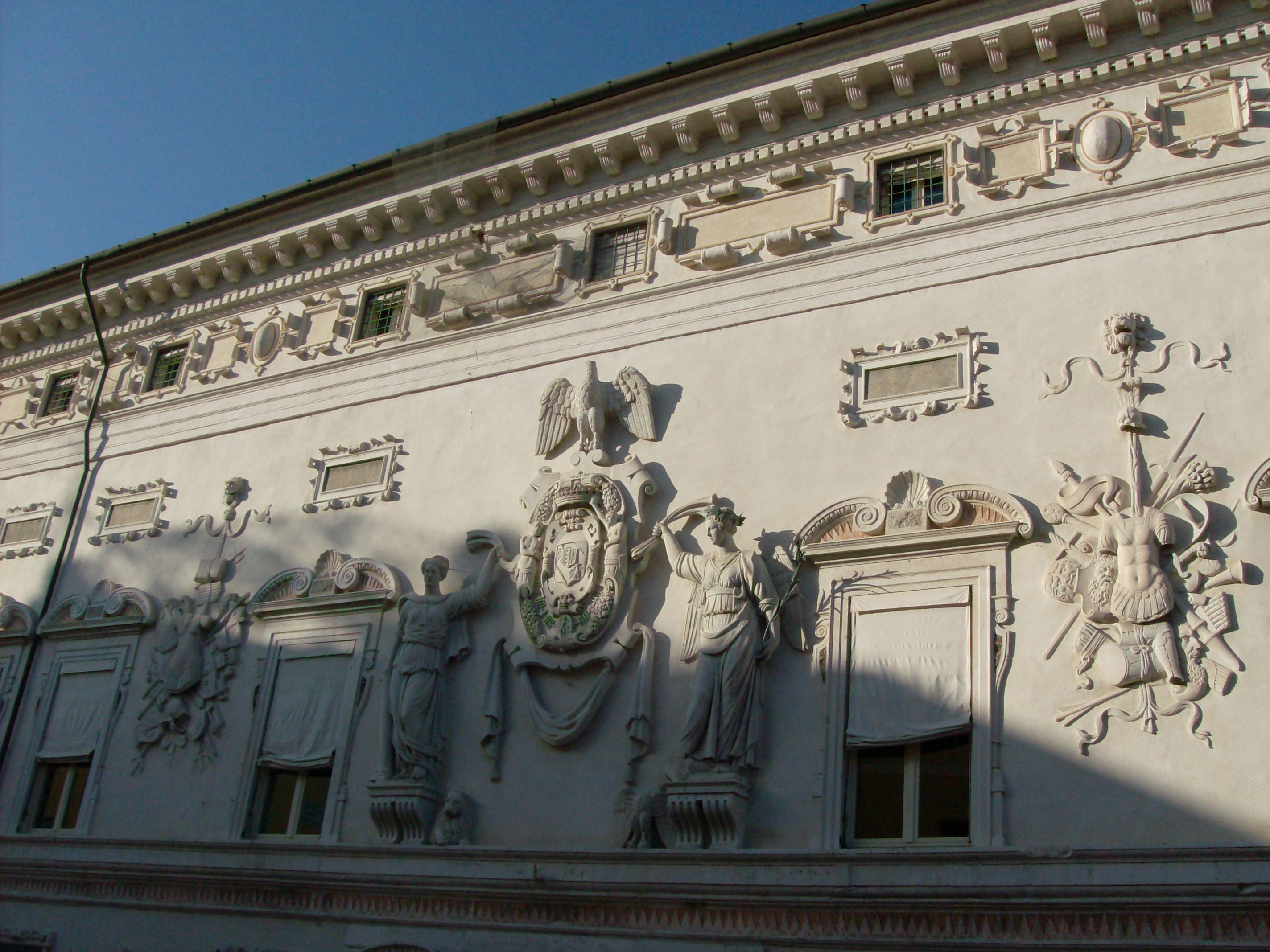
Exubérance de la décoration.

L'exubérance de la décoration atteste le style maniériste de l'architecture semblant inspirée du palais Spada de Rome sur lequel Ligorio a également travaillé. Cornelio Bentivoglio, condottiere, décore la façade de trophées militaires en marbre. Les piliers bagués encadrant le portail à bossage surmonté de volutes et les fenêtres du rez-de-chaussée posées sur de hautes consoles sont d'ordre ionique. Dans les intervalles un motif composé d'armures, de flèches, de lances, d'épées et de drapeaux se répète en bas-relief jusque sur l'étage noble. Au dessus du portail le blason de la famille Bentivoglio, surmonté d'une aigle, est encadré de figures allégoriques. La façade est couronnée par une frise en corniche. 
À l'intérieur, les plafonds sont décorés de peintures grotesques réalisées au XVIIe siècle par l'atelier des Filippi auquel appartenait Sebastiano, dit Bastianino.